# Herrarnas 500 meter i hastighetsåkning på skridskor vid olympiska vinterspelen 1936
Resultat från herrarnas 500 meter i hastighetsåkning på skridskor vid olympiska vinterspelen 1936. Tävlingen avgjordes den 11 februari 1936. Åkarna åkte en i taget en bana på 500 meter.

## Medaljer
Veteranen Ivar Ballangrud vann överraskande guldet, trots att han hade varit dominerande under säsongen var han inte övertygande på sprint. Jämfört med den norska topp-sprintern Georg Krog som vann silvret. Bronset vann amerikanen Leo Freisinger.
| Gren   | Guld                  | Silver           | Brons              |
| Herrar | Ivar Ballangrud Norge | Georg Krog Norge | Leo Freisinger USA |

## Resultat
På den tiden var det tillåtet att ha egna klockningar och jämföra med domarens. Många ansåg att Krogs tid inte var 43.5 och istället 44.4, fast det bevisades att tiden hade blivit fel, men eftersom ingen protest lämnades in fick han behålla medaljen.
Kandidaterna till bronset var många; de andra två norrmännen Harry Haraldsen och Hans Engnestangen föll. Samtliga amerikaner hade bra chanser, trots frånvaron av den regerande mästaren Jack Shea, som inte var ville åka till Nazityskland och tävla och lämna sin familj under en så pass lång tid. Allan Potts hade en månad innan spelen sänkt världsrekordet till 42.4 men slutade på en sjätteplats. 
Bronset gick slutligen till Leo Freisinger som precis hindrade japanen Shozo Ishiharas chanser att ta Japans första medalj i olympiska vinterspelen.
| Placering | Åkare                                                              | Nation  | Tid |
| --------- | ------------------------------------------------------------------ | ------- | --- |
| 1         | Ivar Ballangrud \|\| style="text-align:left;" \| Norge             | 43.4 OR |     |
| 2         | Georg Krog \|\| style="text-align:left;" \| Norge                  | 43.5    |     |
| 3         | Leo Freisinger \|\| style="text-align:left;" \| USA                | 44.0    |     |
| 4         | Shozo Ishihara \|\| style="text-align:left;" \| Japan              | 44.1    |     |
| 5         | Del Lamb \|\| style="text-align:left;" \| USA                      | 44.2    |     |
| 6         | Karl Leban \|\| style="text-align:left;" \| Österrike              | 44.8    |     |
| 6         | Allan Potts \|\| style="text-align:left;" \| USA                   | 44.8    |     |
| 8         | Antero Ojala \|\| style="text-align:left;" \| Finland              | 44.9    |     |
| 8         | Jorma Ruissalo \|\| style="text-align:left;" \| Finland            | 44.9    |     |
| 8         | Birger Wasenius \|\| style="text-align:left;" \| Finland           | 44.9    |     |
| 11        | Reikichi Nakamura \|\| style="text-align:left;" \| Japan           | 45.0    |     |
| 11        | Robert Petersen \|\| style="text-align:left;" \| USA               | 45.0    |     |
| 13        | Karl Wazulek \|\| style="text-align:left;" \| Österrike            | 45.1    |     |
| 14        | Alfons Bērziņš \|\| style="text-align:left;" \| Lettland           | 45.7    |     |
| 14        | Dolf van der Scheer \|\| style="text-align:left;" \| Nederländerna | 45.7    |     |
| 16        | Jānis Andriksons \|\| style="text-align:left;" \| Lettland         | 45.9    |     |
| 16        | Seitoku Ri \|\| style="text-align:left;" \| Japan                  | 45.9    |     |
| 18        | Axel Johansson \|\| style="text-align:left;" \| Sverige            | 46.1    |     |
| 19        | Ossi Blomqvist \|\| style="text-align:left;" \| Finland            | 46.2    |     |
| 19        | Willi Sandner \|\| style="text-align:left;" \| Tyskland            | 46.2    |     |
| 21        | Ferdinand Preindl \|\| style="text-align:left;" \| Österrike       | 46.4    |     |
| 22        | Aleksander Mitt \|\| style="text-align:left;" \| Estland           | 46.6    |     |
| 22        | Kunio Nando \|\| style="text-align:left;" \| Japan                 | 46.6    |     |
| 24        | Lou Dijkstra \|\| style="text-align:left;" \| Nederländerna        | 46.7    |     |
| 24        | Jan Langedijk \|\| style="text-align:left;" \| Nederländerna       | 46.7    |     |
| 24        | Gustav Slanec \|\| style="text-align:left;" \| Österrike           | 46.7    |     |
| 27        | Ben Blaisse \|\| style="text-align:left;" \| Nederländerna         | 46.9    |     |
| 28        | Heinz Sames \|\| style="text-align:left;" \| Tyskland              | 47.0    |     |
| 29        | Ken Kennedy \|\| style="text-align:left;" \| Australien            | 47.4    |     |
| 30        | Jaromír Turnovský \|\| style="text-align:left;" \| Tjeckoslovakien | 47.8    |     |
| 31        | Thomas White \|\| style="text-align:left;" \| Kanada               | 49.6    |     |
| 32        | Oldřich Hanč \|\| style="text-align:left;" \| Tjeckoslovakien      | 49.8    |     |
| 33        | James Graeffe \|\| style="text-align:left;" \| Belgien             | 54.6    |     |
| 34        | Harry Haraldsen \|\| style="text-align:left;" \| Norge             | 54.9    |     |
| 35        | Charles de Ligne \|\| style="text-align:left;" \| Belgien          | 1:44.6  |     |
| AC        | Hans Engnestangen \|\| style="text-align:left;" \| Norge           | DNF     |     |

Förkortningar:
- OR: Olympiskt rekord
- AC: Deltog också (also competed)
- DNF: Gick inte i mål (did not finish)

## Deltagande
14 nationer skickade sammanlagt 36 deltagare till tävlingen. Axel Johansson var den enda svenska tävlanden.
| - Australien - Ken Kennedy - Belgien - James Graeffe - Charles de Ligne - Estland - Aleksander Mitt - Finland - Antero Ojala - Jorma Ruissalo - Birger Wasenius - Ossi Blomqvist | - Japan - Shozo Ishihara - Reikichi Nakamura - Seitoku Ri - Kunio Nando - Kanada - Thomas White - Lettland - Alfons Bērziņš - Jānis Andriksons - Nederländerna - Dolf van der Scheer - Lou Dijkstra - Jan Langedijk - Ben Blaisse | - Norge - Ivar Ballangrud - Georg Krog - Harry Haraldsen - Hans Engnestangen - Sverige - Axel Johansson - Tjeckoslovakien - Jaromír Turnovský - Oldřich Hanč - Tyskland - Willi Sandner - Heinz Sames | - USA - Leo Freisinger - Del Lamb - Allan Potts - Robert Petersen - Österrike - Karl Leban - Karl Wazulek - Ferdinand Preindl - Gustav Slanec |